# Геша
Геша (болг. Геша) — село в общині Дряново, Габровська область, Болгарія. В селі налічується 17 мешканців.
Через село проходить автобус Дряново — Буря.
На честь села названо мис на острові Кларенс поблизу Антарктиди. 